# Rudolf Taschner

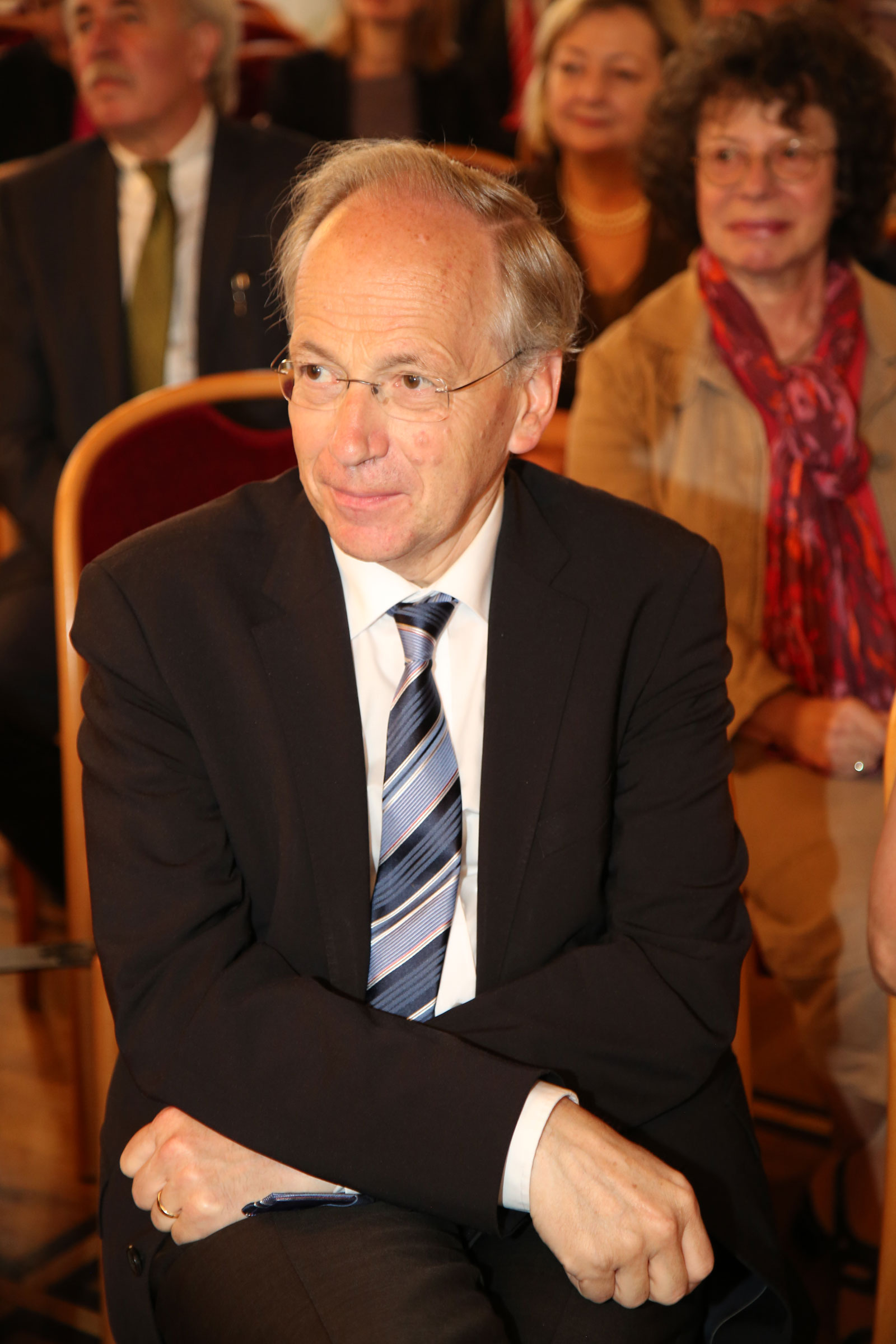
Rudolf Taschner (2015)

Rudolf Taschner (* 30. März 1953 in Ternitz, Niederösterreich) ist ein österreichischer Mathematiker, Autor und Politiker (ÖVP). Von 2017 bis 2019 und vom 9. Jänner 2020 bis zum 23. Oktober 2024 war er Abgeordneter zum österreichischen Nationalrat. Seit dem 7. März 2025 ist er erneut Nationalratsabgeordneter.

## Leben
Rudolf Taschner maturierte am Gymnasium der Theresianischen Akademie und studierte an der Universität Wien Mathematik und Physik bei den Professoren Edmund Hlawka, Johann Cigler und Peter Hertel, promovierte dort 1976 sub auspiciis und arbeitet seit 1977 an der Technischen Universität Wien am Institut für Analysis und Scientific Computing.
1981 wurde er an der Technischen Universität Wien habilitiert (Habilitationsschrift: Diskrepanzen gleichverteilter Folgen und Funktionen). Seit 1997 ist er dort als Außerordentlicher Universitätsprofessor tätig.
Taschner setzt sich dafür ein, dass die Mathematik der Öffentlichkeit zugänglich wird, und schuf zusammen mit seiner Frau Bianca das Anfang 2003 eröffnete Projekt math.space, das Ende 2017 geschlossen wurde. Mit seinen populärwissenschaftlichen Vorträgen und Publikationen versuchte er, sein Fachgebiet den Menschen näherzubringen.
Dafür wurde er 2004 von den österreichischen Wissenschaftsjournalisten zum Wissenschaftler des Jahres gewählt. Die Presse gab ihm den Spitznamen „Marcel Prawy der Mathematik“. Sein Buch Rechnen mit Gott und der Welt wurde zum Buchliebling 2010 gewählt. 2010 wurde ihm das Große Ehrenzeichen für Verdienste um die Republik Österreich verliehen. Er erhielt den Preis der Stadt Wien für Volksbildung für 2011. Darüber hinaus ist er Beiratsmitglied des im Dezember 2010 gegründeten oberösterreichischen Think Tanks Academia Superior.
Rudolf Taschner trat bei der Nationalratswahl 2017 als Parteifreier auf dem 7. Platz der Bundesliste der ÖVP an und wurde am 9. November 2017 als Abgeordneter im Nationalrat angelobt. Nach der Nationalratswahl 2019 schied er aus dem Nationalrat aus. Ab dem 9. Jänner 2020 war er erneut Nationalratsabgeordneter. Er rückte für Karl Nehammer nach, der Innenminister in der Bundesregierung Kurz II wurde. Nach der Nationalratswahl 2024 schied er mit 23. Oktober 2024 aus dem Nationalrat aus. Nach der Bildung der Bundesregierung Stocker wurde er mit 7. März 2025 erneut Nationalratsabgeordneter.
Taschner ist verheiratet und hat eine Tochter und einen Sohn.
Der Asteroid (130078) Taschner ist nach ihm benannt.

## Politische Kommentare
Taschner schrieb von 2006 bis 2017 regelmäßig Kommentare in der Rubrik quergeschrieben in der österreichischen Tageszeitung Die Presse, oft auch zu nichtmathematischen Themen. Er hält die Angst vor den möglichen Folgen globaler Erwärmung für übertrieben und bezeichnete den Kampf gegen sie als „Klimawandelwahn“ und ein "Scheinproblem". Er spricht sich gegen die Zentralmatura im Fach Mathematik aus und hält eine teilzentrale Reifeprüfung (die Hälfte der Aufgaben wird vom Ministerium erstellt, die andere Hälfte vom Klassenlehrer) für sinnvoller. Man könne somit die Grundfertigkeiten des Rechnens mit anderen Zielen des Unterrichts stimmiger kombinieren.
Taschner hält einen Ausstieg Österreichs aus den PISA-Studien für sinnvoll. Das niedrige durchschnittliche Pensionsantrittsalter in Österreich ist für Taschner „eine Verrücktheit sondergleichen“. Für die stabile Finanzierung der Pensionen fordert er ein Anheben des Pensionsantrittsalters auf 70 Jahre. In Verbindung mit der laut Taschner verfehlt eingeführten Europäischen Währungsunion fordert er die Bereitschaft, Verfehltes zurückzunehmen. Die Verlängerung der Legislaturperiode von vier auf fünf Jahre sieht er als eher schädlich als nützlich. Taschner ist regelmäßiger Autor für das Blog Achse des Guten.

## Kritik
Im Juli 2025 Interview bezeichnete Taschner ein bestimmtes vom Wissenschaftsfonds (FWF) gefördertes Forschungsprojekt an der Musik und Kunst Privatuniversität (Muk) als „verbranntes Geld“ und warf dem FWF vor, Mittel für ideologisch motivierte Vorhaben zu vergeben. Taschner forderte ein Eingreifen des Ministeriums, da er nicht wisse, „ob die Selbstreinigungskräfte der Wissenschaft stark genug sind“, um „scheinbare Wissenschaften“ auszusortieren: „Wenn die Wissenschaft nicht diese Selbstreinigungskräfte besitzt, dann sind wir gefordert, denn es ist das Geld der Steuerzahlerinnen und Steuerzahler, das da ausgegeben wird“. Der Präsident des FWF verteidigte die Förderpraxis als transparent und qualitätsorientiert. Auch Vertreter der Privatuniversität wiesen die Vorwürfe zurück und betonten die Bedeutung freier Forschung. In einem Gastkommentar für Der Standard verteidigte der Präsident des FWF die Wissenschaftsfreiheit vor politischen Angriffen und warnte vor Zuständen wie sie der US-Präsident Donald Trump in den USA herbeigeführt hat. Klaus Taschwer bezeichnete die Äußerungen Taschners als „forschungspolitische Abgründe“ und empfahl Taschner: „Als Wissenschaftssprecher der Kanzlerpartei hätte er besser geschwiegen.“

## Schriften
- Probleme der numerischen analytischen Fortsetzung. Wien, Univ., Diss., 1975[25]
- Atommodelle und Quantenmechanik des Atoms. Wien, Univ., Hausarb. Physik, 1976[26]
- Differentialgeometrie für Geodäten. Manz, Wien 1977, ISBN 3-214-00000-4
- Diskrepanzen gleichverteilter Folgen und Funktionen. Wien, Techn. Univ., Habil.-Schr., 1981[27]
- Funktionentheorie. Manz, Wien 1983, ISBN 3-214-00015-2
- Musil, Gödel, Wittgenstein und das Unendliche. Vortrag im Prunksaal der Österreichischen Nationalbibliothek am 7. Mai 2002, Picus-Verlag, Wien 2002, ISBN 3-85452-387-4
- Der Zahlen gigantische Schatten. Mathematik im Zeichen der Zeit. Vieweg-Verlag, Wiesbaden 2004, ISBN 3-528-03211-1
- Das Unendliche. Mathematiker ringen um einen Begriff. Springer-Verlag, Berlin 2006, ISBN 3-540-25797-7, ISBN 978-3-540-29269-2[28]
- Zahl, Zeit, Zufall – alles Erfindung? Ecowin-Verlag, Salzburg 2007, ISBN 978-3-902404-44-2
- Rechnen mit Gott und der Welt. Betrachtung von allem plus eins. Ecowin-Verlag, Salzburg 2009, ISBN 978-3-902404-78-7
- Gerechtigkeit siegt – aber nur im Film. Ecowin Verlag, Salzburg 2011 ISBN 978-3-7110-0004-0
- Die Zahl, die aus der Kälte kam: Wenn Mathematik zum Abenteuer wird. Carl Hanser Verlag, München 2013, ISBN 978-3-446-43683-1
- Die Mathematik des Daseins. Eine kurze Geschichte der Spieltheorie. Carl Hanser Verlag, München 2015, ISBN 978-3-446-44479-9
- Woran glauben: 10 Angebote für aufgeklärte Menschen. Brandstätter-Verlag, Wien 2016, ISBN 978-3-7106-0063-0
- Die Farben der Quadratzahlen: kleine Anleitung zum mathematischen Staunen. Carl Hanser Verlag, München 2019, ISBN 978-3-446-26451-9